# Uvalde
Uvalde er en amerikansk by og administrativt centrum i det amerikanske county Uvalde County, i staten Texas. Ved folketællingen i 2020 i USA havde Uvalde 15.214 indbyggere. Uvalde ligger 130 km vest for San Antonio og 87 km fra den grænsen mellem USA og Mexico.
24. maj 2022 blev 22 personer dræbt ved skoleskyderiet på Robb Elementary School i byen.

## Ekstern henvisning
- Officielle hjemmeside Arkiveret 24. september 2020 hos  Wayback Machine (engelsk)

29°12′52″N 99°47′23″V / 29.21444°N 99.78972°V